# Даштапа
Даштапа (груз. დაშთაფა, азерб. Daştəpə) — село Марнеульского муниципалитета, края Квемо-Картли республики Грузия с 97 %-ным азербайджанским населением. Находится на юге Грузии, на территории исторической области Борчалы.

## История
В годы Второй мировой войны из села Даштапа на фронт отправилось около 400 добровольцев, из которых назад вернулись только единицы.

## География
Граничит с селами Кирмизкенди, Шулавери, Арапло, Ахали-Мамудло и Сеидходжало Марнеульского Муниципалитета.

## Население
По данным Государственного статистического комитета Грузии, согласно официальной переписи 2002 года, численность населения села Даштапа составляет 1462 человек и на 97 % состоит из азербайджанцев.

## Экономика
Население в основном занимается сельским хозяйством, овцеводством, скотоводством и овощеводством.

## Достопримечательности
- Мечеть имени Имама Гусейна[6]
- Средняя школа[7]
- Больница[8]

## Известные уроженцы
- Фазиль Рагим оглы Кахраманов - доктор технических наук, профессор кафедры механической технологии текстильных материалов, заместитель председателя Ивановского регионального отделения ВАК.[3]
- Керим Салах оглы Кахраманов - участник Великой Отечественной войны.[3]
- Фарда Гадиров - главный обвиняемый в совершении кровавого преступления в Азербайджанской государственной нефтяной академии 30 апреля 2009 года.